# Das Schicksal der Gabriele Stark
Das Schicksal der Gabriele Stark ist ein deutsches Stummfilmmelodram aus dem Jahre 1915 von Rudolf Biebrach mit Henny Porten in der Titelrolle sowie Erich Kaiser-Titz und Bruno Kastner in den männlichen Hauptrollen.

## Handlung
Die junge Gabriele Stark verlobt sich während eines Festes mit Werner Dortheim, dem Neffen eines angesehenen Bankiers. Gabrieles größte Sorge ist ihr haltloser Bruder, Kurt der gern (und höchst erfolglos) um Geld spielt und dabei schon größere Summen verloren hat. Eines Tages ist er bei Bankier Dortheim derart tief in der Kreide, dass er nur noch einen Wechsel eines Freundes als Sicherheit geben kann. Daraufhin macht Dortheim Kurt ein unmoralisches Angebot: Er sei bereit, dessen Schulden zu erlassen, wenn er dafür ihm Gabriele als Geliebte zuführen würde. Kurt sieht für sich keine andere Möglichkeit, als sich auf diesen miesen Deal einzulassen. Mit dem Auftrag, sich dort um eine geschäftliche Angelegenheit zu kümmern, entsendet Dortheim seinen Neffen nach Mexiko, um bei Gabriele freie Bahn zu haben. Die junge Verlobte hat instinktiv ein schlechtes Gefühl und befürchtet, ihren Werner nie mehr wieder zu sehen.
Bankier Dortheim nutzt Werners Abwesenheit, um die beiden Liebesleute zielgerichtet auseinanderzubringen. Werners Briefe an Gabriele werden von ihm abgefangen, sodass sie glaubt, Werner habe sie bereits vergessen. Stattdessen setzt Dortheim selbst einen Brief auf, der angeblich aus Mexiko eingetroffen sei. Dort ist zu lesen, dass Werner um die Auflösung der Verlobung bittet, da er hier vor Ort eine Andere kennen- und liebengelernt habe. Bleich vor Schrecken sinkt Gabriele nieder. Der reiche Alte nutzt ihre Schwäche aus und vergreift sich an Gabriele. Dann macht er ihr klar, dass er zwar bereit sei, sich um sie zu kümmern, nur heiraten werde er sie nie. Zu allem Unglück stirbt auch noch Gabrieles schwer erkrankte Mutter. Da sie in dem ebenso leichtfüßigen wie unzuverlässigen Bruder Kurt keine Stützte findet, entscheidet sich Gabriele dazu, alle Zelte hinter sich abzubrechen und in die Fremde fortzuziehen.
In der Fremde bringt sie unter Schmerzen ein Kind zur Welt. Ohne Geld und Unterstützung sieht Gabriele Stark keine andere Möglichkeit, als das Kind vorübergehend zur Pflege abzugeben und sich eine Arbeit zu suchen. In dieser Zeit trifft sie einen alten Bekannten wieder. Er heißt Edgar Kolb und bittet Gabriele, sich solange um sie kümmern zu dürfen, bis sie eine Stellung gefunden habe. Diese Phase dauert länger als gedacht, denn Gabriele, die über keine beruflichen Vorkenntnisse verfügt, findet einfach keine adäquate Stellung. Kolb erweist sich anfänglich als generöser Ehrenmann, zeigt aber bald sein wahres Gesicht, als er sie in einem Vergnügungslokal auffordert, seinen übergriffigen Kumpanen zu Willen zu sein. Gabriele lässt sich notgedrungen darauf ein, bemerkt aber schließlich, wie wenig gut ihr Kolb und seine Kumpane tun. Um ihrem Kind dieses Umfeld zu ersparen, beschließt Gabriele, das Würmchen in die Obhut eines Nonnenklosters zu geben.
Ein neuer Mann aus Kolbs Umfeld tritt in ihr Leben, und zwischen den beiden Freunden kommt es bald zu einer handgreiflichen Auseinandersetzung, sodass die Polizei eingreifen muss. Dabei wird die vollkommen unschuldige Gabriele Stark gleich mitverhaftet. Mittellos und ohne bezahlte Stellung hält die Ordnungsmacht Gabriele für ein „gefallenes Mädchen“ und verbringt sie daraufhin in ein entsprechendes Heim. Apathisch versinkt sie dort in eine tiefe Traurigkeit. Werner Dortheim ist in der Zwischenzeit nach langjährigem Mexiko-Aufenthalt heimgekehrt. In Begleitung seines schurkischen Onkels, von dessen Machenschaften er immer noch nichts weiß, besucht er das Heim für gefallene Mädchen, dessen Stifter der Bankier ist. Hier kommt es zu einem ergreifenden Wiedersehen zwischen Werner und seiner einstigen Verlobten. In einem Nebenzimmer sprechen sich die beiden aus, und Bankier Dortheims Schurkereien kommen ans Licht. Außer sich vor Zorn über die unterschlagenen Briefe Werners, stürzt Gabriele aus dem Zimmer und will dem Bankier, der soeben eine Auszeichnung für sein „karitatives Wirken“ in Empfang nehmen soll, an den Kragen. Nur mit Mühe können die umstehenden Gäste eine Katastrophe verhindern. Werner aber versichert seiner Gabriele, von nun an nur noch für sie da zu sein.

## Produktionsnotizen
Das Schicksal der Gabriele Stark entstand wohl in der zweiten Jahreshälfte 1915 und passierte im Dezember desselben Jahres die Filmzensur. Im Deutschen Reich wurde der Film für die Dauer des Ersten Weltkriegs verboten, jedoch sind Premieren in Österreich-Ungarn und Schweden im darauf folgenden Jahr 1916 gesichert. In Österreich besaß der Vierakter eine Länge von 1540 Meter.

## Kritiken
Die Kinematographische Rundschau verortete hier eine „ergreifende, ereignisreiche Handlung dieses tadellos inszenierten Films, in dem Henny Portens Künstlerschaft, wenn dies überhaupt noch möglich ist, wieder eine Steigerung erfahren hat.“
Die Linzer Tages-Post meinte, es handele sich hier um ein Drama, „das zunächst durch eine prunkvolle Ausstattung glänzt. Die Handlung selbst bietet spannende Augenblicke und wird nicht nur gehoben durch die gediegene Inszenierung, sondern auch durch eine wirksame Darstellung. Die Titelrolle wird von Henny Porten … meisterhaft gespielt.“